# Западноевропейское время
| светло-синий   | западноевропейское время / среднее время по Гринвичу (UTC+0)                                                                        |
| синий          | западноевропейское время / среднее время по Гринвичу (UTC+0) западноевропейское летнее время / ирландское стандартное время (UTC+1) |
| красный        | центральноевропейское время (UTC+1) центральноевропейское летнее время (UTC+2)                                                      |
| жёлтый         | восточноевропейское время / калининградское время (UTC+2)                                                                           |
| хаки           | восточноевропейское время (UTC+2) восточноевропейское летнее время (UTC+3)                                                          |
| светло-зелёный | московское время / турецкое время (UTC+3)                                                                                           |
| светло-голубой | азербайджанское время / армянское время / грузинское время / самарское время (UTC+4)                                                |

Западноевропе́йское вре́мя (англ. Western European Time, WET) представляет собой одно из названий нулевого часового пояса. К этому часовому поясу относятся части западной и северо-западной Европы:
- Великобритания
- северо-восточная  Гренландия
- Ирландия
- Исландия
- Канарские острова (остальная территория Испании относится к поясу Центральноевропейского времени (CET или UTC+1))
- Португалия
- Фарерские острова

Между 1:00 UTC последнего воскресенья октября и 1:00 UTC последнего воскресенья марта Западноевропейское время соответствует времени Гринвичского меридиана. Большинство приведённых выше стран использует Западноевропейское летнее время (UTC+1) в качестве летнего времени.
| чёрный  | UTC-1: Время Кабо-Верде.                                                                                                  |
| зелёный | UTC: Западноевропейское время · Среднее время по Гринвичу.                                                                |
| синий   | UTC+1: Центральноевропейское время · Западноафриканское время · Западноевропейское летнее время.                          |
| красный | UTC+2: Восточноевропейское время · Центральноафриканское время · Западноафриканское летнее время · Южноафриканское время. |
| жёлтый  | UTC+3: Восточноевропейское летнее время · Восточноафриканское время.                                                      |
| серый   | UTC+4: Маврикийское время · Сейшельское время.                                                                            |

К данному часовому поясу относятся также страны западной Африки:
- Буркина-Фасо
- Гамбия
- Гана
- Гвинея
- Гвинея-Бисау
- Кот-д’Ивуар
- Либерия
- Марокко
- Мали
- Мавритания
- Сан-Томе и Принсипи
- Остров Святой Елены
- Сенегал
- Сьерра-Леоне
- Того